# النجارين
النجارين هي إحدى قرى مركز فارسكور التابع لمحافظة دمياط بجمهورية مصر العربية.